# Direktni vbrizg
Direktni vbrizg goriva je način vbrizganja goriva direktno v zgorevalno komoro (valj), za razliko od indirektnega vbrizga, kjer se gorivo in zrak zmešata pred vstopom v zgorevalno komoro npr. vplinjač.
Prednosti so večja moč in manjša poraba goriva. Pri direktnem vbrizgu pride do boljše atomizacije goriva (razprševanja) in bolj popolno zgorevanje pri višji temperaturi. Vendar se zaradi višje temperature povečajo emisije dušikovih okisdov (NOx), zato je za zmanjšanje emisij potreben katalizator in Recirkulacija izpušnega plina. Slabost direktnega vbrizga je, da potrebuje gorivo boljše kvalitete kot indirektni vbrizg.

## Common Rail
Pri Common rail sistemu (skupni vod), se gorivo pod zelo velikim pritiskom dovaja po skupnem vodu do posameznih injektorjev (vbrizgalnikov). Gorivo se razprši s pomočjo majhne šobe, ki jo odpira in zapira ventil, ki ga krmili solenoid. Ko solenoid ni aktiviran, se ventil zapre s pomočjo vzmeti in tako prepreči vbrizg goriva v zgorevalno komoro. Tretja generacija skupnih vodov uporablja piezoelektrične injektorje za večjo natančnost, tlaki goriva dosegajo do 1800 barov (približno enako pritisku 18 000 m vode).
Direktni vbrizg je dražji za izdelavo kot indirektni. Injektorji so izpostavljeni visokim tlakom in temperaturi, zato so potrebni dražji materiali in manjše tolerance.

## Dizelskimotorji
Skoraj vsi dizli, z izjemo nekaj traktorjev in drugih motorjev, imajo vbrizg goriva v zgorevalno komoro. Prvi sistemi so imeli injektorje, ki so zmešali gorivo v posebni komori pred zgorevalno komoro - indirektni vbrig. Ta sistem je bil manj energetsko učinkovit kot direktni vbrizg pri katerem poteka zgorevanje v depresiji (v kroni) valja.
Večina modernih dizelskih motorjev uporablja Common Rail ali pa Unit Injector.

#### Bencinski motorji
Moderni bencinski motorji prav tako uporabljajo direktni vbrizg, ki je bolj učinkovit kot vplinjač. Bencinski direktni vbrizg je korak naprej od več točkovnega vbrizga goriva (multi-point fuel injection) in omogoča večji nadzor nad emisijami.
Z večjo disperzijo in bolj homogeno mešanico se hladijo stene cilindra in bat, kar omogoča večje kompresijsko razmerje, večjo moč in izkoristek. Bolj natančni vžig svečke poveča sposobnosti in emisije. Večja homogenost mešanice, omogoča bolj revno mešanico, kar zmanjša porabo. Nekateri sistemi uporabljajo piezoelektrične injektorje, ki imajo zelo hiter odzvini čas.